# Pablo García Fernández
Pablo García (Oviedo; 26 de diciembre de 1976) es un guitarrista asturiano conocido por su trabajo en el grupo de power metal WarCry. A lo largo de los años ha tocado son varias bandas española hasta centrarse en su actual grupo WarCry y ha asistido a varios cursos de Jazz impartidos por el pianista Joshua Edelman y los guitarristas Chema Saiz o Joaquín Chacón. Pablo ha declarado que las influencias que más le han marcado son grupos como Dream Theater o Symphony X y guitarristas como John Petrucci, Michael Romeo, Paul Gilbert, Steve Vai, Yngwie Malmsteen, entre otros.

## Biografía

### Inicios
Pablo García nació en Oviedo, Asturias, España, el 26 de diciembre de 1976. Comenzó a tocar la guitarra con 16 años, en el verano de 1993, de una manera totalmente autodidacta, tras ver al mes de empezar a tocar, un video instruccional del talentoso guitarrista Michael Angelo Batio, líder de la banda  glam metalera americana, Nitro, decide dedicarle a la guitarra la mayor parte de su tiempo. Tras unos meses de experimentación en solitario pasó a formar un grupo con amigos en el que tocarían versiones de otras reconocidas bandas. Cuando las cosas se empezaron a tornarse más serias, alrededor de 1996 decidió incorporarse a la banda de power metal asturiana WarCry, liderada por su amigo Víctor García. Abandonó esta banda en 1997 cuando Víctor anunció que pasaría a ser parte de la banda de power metal, también asturiana, Avalanch. Al cabo del tiempo pasó a formar parte de otro grupo asturiano, llamado Presto. En esta banda grabó una maqueta, llamada Discípulos del Miedo, gracias a ella pudieron telonear al guitarrista Yngwie Malmsteen en la sala Quattro de Avilés. 
Tras ese evento Pablo parte a Madrid para formarse de manera más profesional en el IMT, donde se centró en la armonía musical. De vuelta a Asturias y tras la separación de Presto inicia junto con antiguos componentes de esa banda y además de WarCry, un proyecto de rock progresivo, Relative Silence con el que grabaría dos CD, el primero sin nombre específico que contenía tres temas entre las cuales figura una versión de «Seventh Son of a Seventh Son» de la banda inglesa de heavy metal Iron Maiden. El segundo CD fue grabado entre diciembre de 2001 y enero de 2002, titulado Mixture? el cual contuvo 4 temas, donde tuvieron la colaboración en la voz de Víctor García en la canción «Días Extraños».

### Con "WarCry"
Paralelamente a esto, Víctor García y Alberto Ardines habían sido expulsados de Avalanch por Alberto Rionda debido a diferencias musicales, y ambos deciden resucitar WarCry. Para la grabación del disco invitan a Pablo García a colaborar con algunos solos de guitarra y punteos en el álbum debut de la banda WarCry. Posteriormente tras la nueva situación de WarCry entra a formar parte como miembro activo del  grupo y dejó apartada su participación en Relative Silence. A finales del 2002 sale el segundo disco de la banda WarCry, El sello de los tiempos, donde ya participaba como miembro oficial. Dan una gira por toda España y entran de nuevo a los estudios a grabar el tercer álbum Alea Jacta Est. Pablo se ha mantenido en la banda WarCry desde su creación hasta el presente, habiendo participado en todos los álbumes y compuesto varias canciones. También ha recibido numerosos premios y reconocimientos como "mejor guitarrista" español. En los premios radial ha sido nominado varias veces. En el 2007 fue premiado en esa categoría en los premios asturianos AMAS y el MetalZone y nominado además al Rockferendum, que es llevada a cabo por una votación de lectores de las revistas Kerrang! y Heavy Rock. A finales de 2007 Pablo García firmó un contrato de "endorsement" con la prestigiosa marca de guitarras Ibanez.

## Discografía
| WarCry - 2002: El sello de los tiempos - 2004: Alea Jacta Est - 2005: ¿Dónde está la luz? - 2006: Directo a la luz [en vivo] - 2006: La quinta esencia - 2008: Revolución - 2011: Alfa - 2012: Omega [en vivo] - 2013: Inmortal - 2017: Donde el silencio se rompió Relative Silence - 1999: Relative Silence - 2002: Mixture? | Presto - 1998: Discípulos del Miedo Colaboraciones - 2002: WarCry — WarCry - 2003: Rivendel Lords — La Senda del Destino - 2004: Trilogy — Trilogy - 2004: Trashnos — Alén - 2004: Black Blood — Destino - 2005: Sargon — Transcriptions - 2006: Ágadon — Ave Fénix - 2008: Edgar Allan Poe - Legado de una Tragedia - 2010: Sound Of Silence — La resurrección de las 10 almas - 2012: Soldier - Gas Powered Jesus |  |